# Rio Călui
O Rio Călui é um rio da Romênia, afluente do Olteţ, localizado no distrito de Olt.